# Poupée volée
Poupée volée est un roman publié par l'écrivaine Elena Ferrante en 2006, en italien (titre original : La Figlia Oscura), et traduit en Français par Elsa Damien en 2009. Le roman a été adapté au cinéma dans le film The Lost Daughter, marquant les débuts de Maggie Gyllenhaal en tant que réalisatrice, avec Olivia Colman, Jessie Buckley et Dakota Johnson dans les rôles principaux.

## Résumé
Leda est professeure de littérature anglaise et décide de passer les vacances d'été seule sur la côte ionienne. Ses deux filles, Bianca et Marta, âgées d’une vingtaine d’années, sont au Canada avec son ex-mari Gianni, ce qui permet à Leda de profiter de ce temps pour elle. Après avoir loué un petit appartement en attique avec vue sur la mer, elle se rend à la plage et commence ses vacances. Dès le premier jour, elle remarque une jeune mère et sa petite fille, et ces deux-là impressionnent Leda, non seulement parce qu'elles semblent bien plus raffinées que le reste de leur famille plutôt grossière, mais aussi parce qu'elles lui rappellent des échos de son propre passé.
Au fil des jours, Leda continue d’observer cette famille napolitaine, en apprend davantage sur leur dynamique et découvre les prénoms de la jeune mère et de sa fille : Nina et Elena. Fascinée par ce duo, Leda cherche à en savoir toujours plus sur elles, notamment grâce à Gino, un jeune maître-nageur. Le week-end venu, d'autres membres de la famille arrivent, parmi lesquels le mari de Nina, un homme plus âgé et peu raffiné, envers qui Leda ressent immédiatement du dégoût. Au milieu de cette agitation joyeuse sur la plage, Leda s’aperçoit que Nina est en train de chercher désespérément Elena. Cet épisode fait remonter en elle un souvenir similaire : celui du jour où elle avait perdu une de ses propres filles sur la plage. Émue, Leda part alors à la recherche d’Elena, finit par la retrouver et la ramène à sa famille. Elle retrouve aussi la poupée de la petite fille mais, sans savoir pourquoi, la cache dans son sac et l’emporte avec elle.
Leda est décidée à rendre la poupée le lendemain, mais le mauvais temps la pousse à reporter ses plans et à retarder son retour à la plage. En se promenant en ville, elle entre dans un magasin de jouets pour acheter des vêtements pour la poupée. Là, elle croise Nina, Elena et Rosaria (la belle-sœur de Nina), qui la remercient d'avoir retrouvé la petite fille la veille et lui confient qu’Elena est inconsolable depuis qu’elle a perdu sa poupée. Leda ne leur avoue pas qu’elle possède encore la poupée. Alors qu'elles discutent de la maternité, Leda admet, à sa propre surprise, qu’elle a abandonné ses filles pendant trois ans alors qu'elles étaient encore petites. Rosaria et Nina sont troublées par cette révélation et s’éloignent rapidement.
Déterminée à rendre la poupée, Leda appelle le numéro figurant sur une affiche que la famille d’Elena a placardée pour la retrouver. C’est Nina qui répond, et Leda la surprend en pleine intimité avec Gino. Dans les jours qui suivent, Leda tarde encore à rendre la poupée et finit par comprendre que sa fascination pour Nina vient surtout du fait qu’elle se reconnaît en elle. Comme Nina, Leda était une jeune mère talentueuse, enfermée dans une situation étouffante et insupportable, dont elle avait fini par s’échapper en abandonnant ses filles encore petites pour se consacrer à sa carrière académique et à une relation avec un professeur anglais reconnu. Elle n’était revenue auprès de ses filles que trois ans plus tard, et avait depuis lors reconstruit une relation avec elles, non sans difficulté.
Gino demande à Leda s'il peut utiliser son appartement pour une rencontre secrète avec Nina. Leda lui répond de dire à Nina de la contacter directement. Nina la rejoint, et Leda l’invite chez elle. Elle tente de la convaincre de reprendre ses études, de quitter son mari et de suivre son exemple, mais pour Nina, le comportement de Leda est celui d’une mère « anormale ». Malgré tout, Leda accepte de lui laisser les clés de son appartement et lui rend aussi la poupée. Nina réagit violemment en découvrant que Leda avait gardé la poupée tout ce temps en sachant combien Elena souffrait de son absence. Elle l’insulte et la pique avec une épingle à chapeau que Leda lui avait offerte.
Restée seule, Leda fait ses valises et décide de rentrer à Florence. Mais avant de quitter la maison, elle reçoit un appel téléphonique de ses filles.

## Personnages
- Leda : protagoniste et narratrice. Professeure de littérature anglaise de quarante-huit ans, divorcée, mère de deux filles.
- Nina : jeune mère de vingt-deux ans.
- Elena : aussi appelée Lenù, fille de Nina.
- Rosaria : belle-sœur de Nina, elle est enceinte de son premier enfant.
- Gino : maître-nageur sur la plage où se rend Leda, amoureux de Nina.
- Lyle : factotum de soixante-dix ans, il gère l’appartement en attique loué par Leda.
- Bianca : fille aînée de Leda et Gianni.
- Marta : seconde fille de Leda et Gianni.
- Professeur Hardy : angliciste reconnu et ancien amant de Leda.

## Réception
Le livre a été très bien accueilli par la critique. Un des thèmes principaux soulignés est celui que Leda appelle les « mères non naturelles », c’est-à-dire la manière dont elle brise certains des tabous sacrés de la maternité en plaçant ses propres besoins et ambitions avant ceux de ses filles.
Le roman, tout comme son adaptation cinématographique, parvient à montrer la relation entre une mère et un jeune enfant comme étant à la fois symbiotique et étouffante. En exposant le désespoir d'une jeune femme talentueuse enfermée dans son foyer, le roman nous invite à repenser la maternité.
Selon les critiques :
« C’est là la force dévastatrice de Ferrante en tant que romancière : elle navigue à travers les champs de mines émotionnels et dresse sans détour le cycle des blessures psychologiques qui se transmettent sur plusieurs générations de femmes dans la famille de Leda, avec une langue simple, presque abrupte. »
La poupée volée par Leda prend également une grande importance dramatique, comme l'ont souligné les critiques :
« La poupée est une sorte de pierre de Rosette émotionnelle, déclenchant une avalanche de souvenirs liés à la propre enfance malheureuse de Leda, marquée par les menaces constantes de sa mère de l’abandonner, et à son âge adulte difficile. »
Plusieurs critiques ont aussi remarqué une proximité thématique avec les célèbres "Romans napolitains d’Elena Ferrante : on y retrouve l’histoire de deux femmes, l'une étant une intellectuelle qui s’est éloignée un temps de ses filles, et l’autre une jeune mère mariée à ce que les autres qualifient « d'homme mauvais. »

## Adaptation
En 2018, Maggie Gyllenhaal a acquis les droits pour adapter le roman d’Elena Ferrante. La même année, alors que le film était encore en production, Elena Ferrante a évoqué cette adaptation dans sa chronique publiée dans The Guardian, affirmant que l’histoire était « désormais la sienne [celle de Gyllenhaal] à raconter ». Cette chronique a ensuite été reprise dans son livre de non-fiction Incidental Inventions.
Maggie Gyllenhaal a écrit et réalisé le film, qui met en vedette Olivia Colman, Jessie Buckley, Dakota Johnson, Peter Sarsgaard, Ed Harris et Paul Mescal.
The Lost Daughter a été présenté en avant-première le 3 septembre 2021 à la 78e Mostra de Venise, où Gyllenhaal a remporté le prix Golden Osella du meilleur scénario.
Le film a bénéficié d’une sortie limitée aux États-Unis le 17 décembre 2021, avant d’être diffusé en streaming sur Netflix le 31 décembre.
Le film a été acclamé par la critiqueet a reçu trois nominations aux 94e Oscars :
- Meilleure actrice (Olivia Colman)
- Meilleure actrice dans un second rôle (Jessie Buckley)
- Meilleur scénario adapté[6].